# Kátia Aveiro
Liliana Cátia dos Santos Aveiro mais conhecida como Kátia Aveiro (Funchal, 5 de outubro de 1977) é uma cantora portuguesa. Lançou-se como cantora no ano de 2005, sob o nome artístico de Ronalda, em referência ao seu irmão, o futebolista Cristiano Ronaldo. Nesse mesmo ano, lança o disco Pronta P'ra Te Amar, um álbum de pop romântico, com canções lentas.
Em 2008, escreveu com seu irmão, Cristiano, a canção “Vivo na Esperança de Te Ver”, com letra que homenageia o pai Dinis Aveiro, que morreu em 2005. Em 2009, Kátia parou de cantar e dedicou-se aos dois filhos e abriu em parceria com a irmã, Elma Aveiro, as lojas CR7, com produtos de seu irmão. Kátia Aveiro retomou a carreira musical em 2012. Em julho de 2013, lançou o single "Boom Sem Parar", que em quinze dias alcançou 750 mil visualizações no YouTube. A canção foi produzida por RedOne, colaborador frequente de Lady Gaga e Jennifer Lopez.

## Discografia
- 2005: Pronta P'ra Te Amar
- 2007: Esperança
- 2008: De Corpo e Alma
- 2017: Cansei de Sofrer (participação na música da artista brasileira Mara Pavanelly)

## Vida pessoal
É mãe de Dinis e Rodrigo, frutos da relação com José Pereira. 
Da sua relação com Alexandre Bertolucci (um empresário brasileiro), é mãe de Valentina.
Kátia é descendente de cabo-verdianos, pois sua bisavó nasceu na então Província Ultramarina de Cabo Verde.

## Prémios
Em abril de 2022, a Comunidade Céptica Portuguesa atribuiu a Kátia Aveiro um Prémio Unicórnio Voador, na categoria Estrela Cadente, pelo facto de a cantora ter afirmado que a pandemia da COVID-19 era a “maior fraude” a que já tinha assistido e por se afirmar contra as vacinas para essa mesma doença sem qualquer fundamento científico.